# Kosovaarse voetbalbond
De Federata e Futbollit e Kosovës (FFK) is de Kosovaarse voetbalbond. De FFK organiseert onder meer de Raiffeisen Superliga, Liga e Parë en het bekertoernooi. De bond is ook verantwoordelijk voor het Kosovaars voetbalelftal.

## Geschiedenis
Na de Tweede Wereldoorlog werd een Kosovaarse voetbalbond opgericht als onderbond van de Joegoslavische voetbalbond. Ook tijdens de Joegoslavische Burgeroorlog, waarin Kosovo bij Servië behoorde, was er een aparte Kosovaarse voetbalbond. In 1998 werden de activiteiten gestaakt vanwege de Kosovo-oorlog. In 1999 werd de huidige Kosovaarse voetbalbond opgericht. Kosovo stond onder UNMIK-bestuur totdat op 17 februari 2008 de onafhankelijkheid werd uitgeroepen.
Op 6 mei 2008 diende FFK-voorzitter Fadil Vokrri een aanvraag in om lid te worden van de FIFA. Deze werd in oktober van dat jaar afgewezen. Op 22 mei 2012 kwam de FIFA hier op terug en stond Kosovo toe vriendschappelijke wedstrijden te spelen. De Servische voetbalbond protesteerde hier tegen en drie dagen later werd het besluit teruggetrokken en uitgesteld. In februari 2013 besliste de FIFA om Kosovo toe te staan om vriendschappelijke wedstrijden te spelen alsook op amateurniveau in clubverband maar dat er geen nationale symbolen getoond mochten worden. Voor wedstrijden in Kosovo was ook toestemming nodig van de Servische voetbalbond. In januari 2014 werd dit afgezwakt naar enkel een aankondigingstermijn van 21 dagen voor wedstrijden. Clubs in Noord-Kosovo, wat door Serviërs bewoond wordt, weigerden om deel te nemen aan de Kosovaarse competitie en startten een eigen competitie als onderdeel van de Servische voetbalbond.
Op 3 mei 2016 werd Kosovo lid van de UEFA en op 13 mei volgde het FIFA lidmaatschap. Kosovaarse clubs kunnen hierdoor vanaf het seizoen 2016/17 deelnemen aan de Europese competities en het Kosovaars voetbalelftal wordt alsnog ingeloot voor de kwalificatie voor het wereldkampioenschap voetbal 2018.

## Nationale ploegen
- Kosovaars voetbalelftal (mannen)
- Kosovaars voetbalelftal (vrouwen)
- Kosovaars voetbalelftal onder 21 (mannen)
- Kosovaars voetbalelftal onder 17 (vrouwen)